# Datia

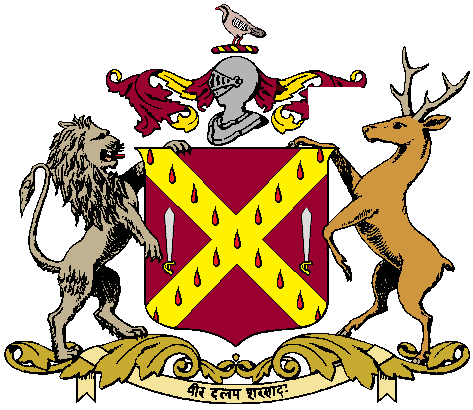
Escut de Datia

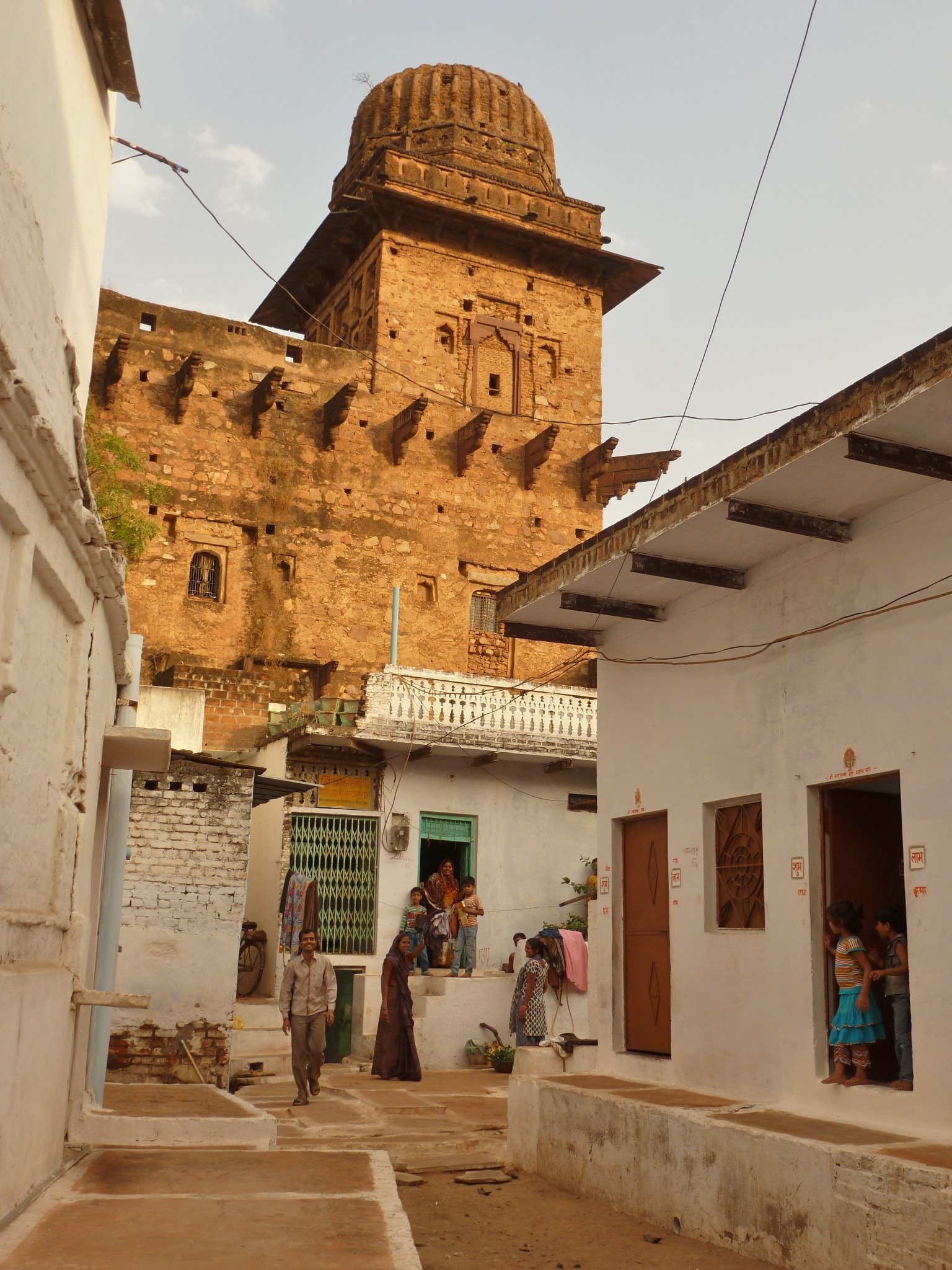
Vista de l'antic palau de Datia

Datia fou un estat tributari protegit a l'agència del Bundelkhand amb una superfície de 2.165 km² (1881) o 2.359 km² (1901). La capital era Datia, a un turó rocós, rodejat per una muralla de pedra de més de 9 metres d'altura. La ciutat tenia nombroses mansions de l'aristocràcia i un palau del maharaja, i la població el 1881 era de 28.346 habitants i el 1901 de 24.071. Era a la carretera de Gwalior a Jhansi. El palau del raja Subha Karan és a l'est de la ciutat. El seu territori estava tallat per porcions de Gwalior i altres estats. La seva secció principal limitava al nord amb Gwalior i el districte de Jalaun; al sud Gwalior i el districte de Jhansi; a l'est amb Samthar i el districte de Jhansi; a l'oest amb Gwalior. Està situat entre els rius Sind (amb el seu afluent el Pahuj) i Betwa. La població el 1881 era de 182.598 habitants, de 186.440 el 1891 i de 173.759 el 1901.
El sobirà tenia sanad d'adopció i el 1901 tenia salutació hereditària de 15 canonades que després va ampliar fins a 19. L'exèrcit del país estava format per 97 canons, 160 artillers, 700 cavallers i 3040 infants (1881); el 1901 l'exèrcit el formaven 300 infants, 71 cavallers i 165 artillers amb 48 canons en servei.
Els sobirans eren bundeles rajputs de la casa reial d'Orchha: el 1626 Bir Singh Deo d'Orchha va concedir Datia al seu fill Bhagwan Rao; el territori original es va estendre per la força de les armes i per donacions dels emperadors mogols fins que l'estat abraçava bona part del territori entre el Chambal al nord i el Betwa i Sind a l'est i oest. Bhagwan Rao va morir el 1656 i el va succeir el seu fill Subha Karan (1656-1683) que va servir a l'emperador a Balkh i Badakhxan durant les expedicions de 1646-1653. En la lluita entre Aurangzeb i els seus germans, Subha es va unir al primer; va morir el 1683 i el va succeir Dalpat Singh (1683-1706) i després Ramchandra Singh (1706-1733) a la mort del qual va esclatar una disputa successoria i Udot Singh d'Orchha fou escollit com a àrbitre, declarant el dret a la successió a favor d'Indrajit Singh (1733-1762) rebesnet de Ram Chandra, al que va ajudar militarment a assegurar el tron; també li van donar suport diversos nobles entre els quals Naune Sah Gujar, el fill del qual Madan Singh va rebre com a recompensa el govern de la fortalesa de Samthar i el títol de rajdhar i encara més tard el seu fill Devi Singh va rebre 5 pobles.
Els marathes van començar a envair Bundelkhand en aquest període. Sota Raja Paricchat Singh (1801-1839) es va signar un tractat amb els britànics (1804). El 1818 pels serveis prestats en la pacificació del país, va obtenir la cessió dels territoris a l'est del riu Sind, zona anomenada Charausi Ilaka, que incloïa la fortalesa de Indargarh. El 1826 va adoptar al seu successor, un expòsit anomenat Bijai Bahadur Singh, al que havia criat i educat, però això va provocar l'hostilitat de la noblesa i especialment els thakurs de Baroni, que com a directes descendents de Bhagwan Rao, consideraven que tenien dret a la successió per adopció de manera preferent. No obstant els britànics la van aprovar i Bijai va pujar al tron a la mort del seu pare adoptiu el 1839, amb 13 anys. Va morir jove el 1857 (29 anys) i el va succeir Bhawani Singh, adoptat en el si de la família Bhasnai els membres de la qual eren descendents de Har Singh Deo, un germà de Bir Singh Deo d'Orchha. Com que Bhawani era menor (11 anys) la regència fou exercida per la rani més gran i a la seva mort per la segona rani. Van esclatar alguns disturbis per les pretensions d'Arjun Singh, fill il·legítim de Bijai, i que tenia el favor de la rani regent, que va exercir el poder; finalment fou enderrocat per una expedició britànica i enviat a l'exili a Benarés mentre la rani era posada en confinament a Datia. Els thakurs de Baroni altre cop van presentar la candidatura a la successió per adopció però fou rebutjada i les dissensions van continuar fins al 1882 quan el govern britànic va decidir que el jagirdar de Baroni havia estat una donació de l'emperador mogol independent totalment de Datia i que per tant l'estat no estava en relació amb Datia, però que en canvi la nissaga de thakurs tenia vincles de vassallatge de la nissaga de raos de Datia. El 1862 el rao va rebre sanad autoritzant l'adopció; el 1879 va signar un acord amb els britànics sobre la sal, rebent una compensació de deu mil rupies; va cedir un territori pel canal de Betwa (1882) i pel ferrocarril de Midland (1884). El 1903 va adoptar la moneda de l'Índia Britànica. Va rebre els títols de maharaja hereditari el 1865, maharaja Lokendra el 1877, i salutació personal de 17 canonades el 1906 (abans 15)

## Llista de sobirans
- Rao Bhagwan Rao 1626-1656
- Rao Subha Karan 1656-1683
- Rao Dalpat Singh 1683-1706
- Rao Ramchandra Singh 1706-1733
- Rao Indrajit Singh 1733-1762
- Rao Shatrujit Singh 1762-1801
- Raja Paricchat Singh 1801-1839 (raja vers 1825)
- Raja Bijai Singh Bahadur 1839-1857 (+20 de novembre de 1857)
- Maharaja Lokendra Sir Bhawani Singh Bahadur 1857-1907 (mort el 4 d'agost de 1907).
- Maharaja Lokendra Sir Govind Singh Ju Dev Bahadur 1907-1948 (mort el 1951)